# Tánger (film, 2004)
Pour les articles homonymes, voir Tanger (homonymie).
Pour plus de détails, voir Fiche technique et Distribution.
Tánger est un film espagnol réalisé par Juan Madrid et sorti en 2004.

## Fiche technique
- Titre : Tánger
- Réalisation : Juan Madrid
- Scénario : Juan Madrid, d'après son roman
- Photographie : Federico Ribes
- Musique : Jesús Gluck
- Son : Eladio Reguero
- Montage : Miguel Ángel Santamaría
- Production : Aurum Producciones
- Pays d'origine :  Espagne
- Durée : 100 minutes
- Date de sortie : Espagne - 21 mai 2004

## Distribution
- Jorge Perugorría : Abdul
- Ana Fernández : Lidia
- Fele Martínez : Fanfan
- José Manuel Cervino : Richi
- Ramoncín : Roberto Loring
- Pablo Puyol : Rai
- Juan Fernández : Bárcenas
- Inma del Moral : Lola
- Marián Aguilera : Marisa
- Enrique Simón : Moncho
- Mariano Venancio : Damián
- Tony Fuentes : El Lejía
- Pablo Viña : Leo
- Myriam Mézières : Almunia